# Mogera uchidai
Espèce
Synonymes
- Nesoscaptor uchidai Abe, Shiraishi & Arai, 1991 - protonyme

Statut de conservation UICN

 VU D2 : Vulnérable
Répartition géographique
Mogera uchidai est une espèce de Mammifères de la famille des Talpidae (taupes).

## Habitat et répartition
Mogera uchidai est une espèce endémique du Japon où elle ne se rencontre que dans les Îles Senkaku, sur une petite île de 3,8 km2, appelée Uotsuri-shima où le seul spécimen collecté date de 1971. Il s'agit d'un animal terrestre.

## Classification
Cette espèce a été décrite en 1991 et a été initialement classée dans le genre monospécifique Nesoscaptor.

## Publication originale
(ja + en) Hisashi Abe, Satoshi Shiraishi et Shusei Arai, « A New Mole from Uotsuri-jima, the Ryukyu Islands », Journal of the Mammalogical Society of Japan, vol. 15, no 2,‎ 1991, p. 47-60 (ISSN 0914-1855, lire en ligne, consulté le 20 mars 2019).